# Буковий ліс (заказник)
Бу́ковий ліс — ботанічний заказник місцевого значення в Україні. Розташований у межах Кам'янець-Подільського району Хмельницької області, на південний захід від села Вишнівчик та на північний схід від села Хропотова. 
Площа 5,3 га. Заповіданий рішенням ОВК № 171 від 16.10.1991 року. Перебуває у віданні Чемеровецької селищної громади. 
Статус надано з метою збереження природного комплексу з цінною та рідкісною рослинністю: буку європейського, а також рідкісних видів рослин занесених до Червоної книги України: любка дволиста, зозулині сльози серцелисті, коручка чемерникоподібна та інші. 
Входить до складу національного природного парку «Подільські Товтри».